# Carlo Agostino Badia
Carlo Agostino Badia (Venezia, 6 novembre 1672 – Vienna, 23 settembre 1738) è stato un compositore italiano, attivo alla corte imperial di Vienna.

## Opere
- La ninfa Apollo (1692, Roma e Milano)
- Amor che vince lo sdegno, ovvero Olimpia placata (1692)
- La Rosaura, ovvero Amore figlio della gratitudine (1692, Innsbruck)
- L'amazone corsara, ovvero L'Alvilda, regina de' Goti (1692)
- Bacco, vincitore dell'India (1697, Vienna)
- La pace tra i numi discordi nella rovina di Troia (1697, Vienna)
- L'idea del felice governo (1698, Vienna)
- Lo squittinio dell'eroe (1698, Neue Favorita)
- Imeneo trionfante (1699, Vienna)
- Il Narciso (1699, Laxenburg)
- Il commun giubilo del mondo (1699, Neue Favorita)
- Cupido fuggitivo da Venere e ritrovato a' piedi della Sacra Reale Maestà d'Amalia (1700, Vienna)
- Le gare dei beni (1700, Vienna)
- Diana rappacificata con Venere e con Amore (1700, Vienna)
- La costanza d'Ulisse (1700, Neue Favorita)
- L'amore vuol somiglianza (1702, Vienna)
- L'Arianna (1702, Vienna)
- Il Telemaco, ovvero Il valore coronato (1702, Vienna)
- La concordia della Virtù e della Fortuna (1702, Neue Favorita)
- Enea negli Elisei (1702, Vienna)
- La Psiche (1703, Vienna)
- Napoli ritornata ai Romani (1707, Neue Favorita)
- Ercole, vincitore di Gerione (1708, Vienna)
- Gli amori di Circe con Ulisse (1709, Dresden)
- Il bel genio dell'Austria ed il Fato (1723, Vienna)

## Discografia
- Carlo Agostino Badia, Cantate per soprano e continuo, Raffaella Milanesi (soprano), RomaBarocca Ensemble, Tactus, TC 670204, 2024.